# Obersteuerdirektion Darmstadt
Die Oberfinanzkammer Darmstadt, später Obersteuerdirektion Darmstadt war die Oberbehörde der Finanzverwaltung im Großherzogtum Hessen. Sie unterstand dem Finanzministerium der Regierung des Großherzogtums Hessen.

## Behördengeschichte
Am 24. September 1821 wurde die Oberfinanzkammer als einzige Oberbehörde für Steuersachen im Großherzogtum gebildet. Sie ersetzte die Hofkammern in Gießen und Darmstadt, die bisher diese Funktion auf Provinzialebene für die Provinz Oberhessen und die Provinz Starkenburg wahrgenommen hatten. In der Provinz Rheinhessen hatte die Provinzialdirektion diese Funktion wahrgenommen. Ebenfalls aufgelöst und in die neue Oberfinanzkammer integriert wurden die Ober-Rheinbau-Inspektion, die Münz-Deputation, die Mass- und Gewichtskommission und das Ober-Bau-Colleg. Das letzte wurde jedoch 1822 als Oberbaudirektion wieder ausgegliedert. Die Oberfinanzkammer gliederte sich in zwei Sektionen.
1849 wurde nach der Märzrevolution die Finanzverwaltung neu gegliedert. Die erste Sektion der Oberfinanzkammer wurde in Obersteuerdirektion umbenannt und selbstständig. 1871 wurde die Oberzolldirektion in die Obersteuerdirektion eingegliedert. Hintergrund war, dass die Zölle im Deutschen Kaiserreich Reichsangelegenheit geworden waren.
1879 wurde die Obersteuerdirektion aufgehoben und durch eine Abteilung für Steuerwesen im Finanzministerium ersetzt.

## Persönlichkeiten
- Karl Wilhelm von Kopp, 1821 bis 1841 Direktor der Oberfinanzkammer
- Carl Christian Tenner, 1821 bis 1840 Calculator an der Oberfinanzkammer, Lyriker
- Georg Gottlieb Schmidt, Rat der Oberfinanzkammer
- August Schenck, Rat der Oberfinanzkammer
- Wilhelm Friedrich Ernst Schulz, Rat der Oberfinanzkammer
- Theodor Gilmer, Rat der Oberfinanzkammer
- Carl Friedrich Günther, Rat der Oberfinanzkammer
- Carl Hertel, Rat der Oberfinanzkammer
- Dr. David Hügel, Rat der Oberfinanzkammer
- August Görtz, 1849 bis 1858 Direktor der Obersteuerdirektion
- Adolph Hügel, 1865 bis 1871 Direktor der Obersteuerdirektion
- Hermann Welcker, ab 1849 Rat der Obersteuerdirektion
- Ludwig Baur, 1865 bis 1879 Rat der Obersteuerdirektion